# 비펠드-브라운 효과
비펠드-브라운 효과(Biefeld-Brown effect)는 전극 사이에 높은 전압을 걸고, 한쪽 전극은 방전이 쉽도록 뾰족하게 하면 방전으로 이온화된 기체가 이동함으로써 전극에 추진력이 발생하는 듯 하는 전기적 현상이다. 미국의 토마스 타운센드 브라운과 독일의 폴 알프레드 비펠드에 의해 1923년 발견되었다.

## 관련 특허

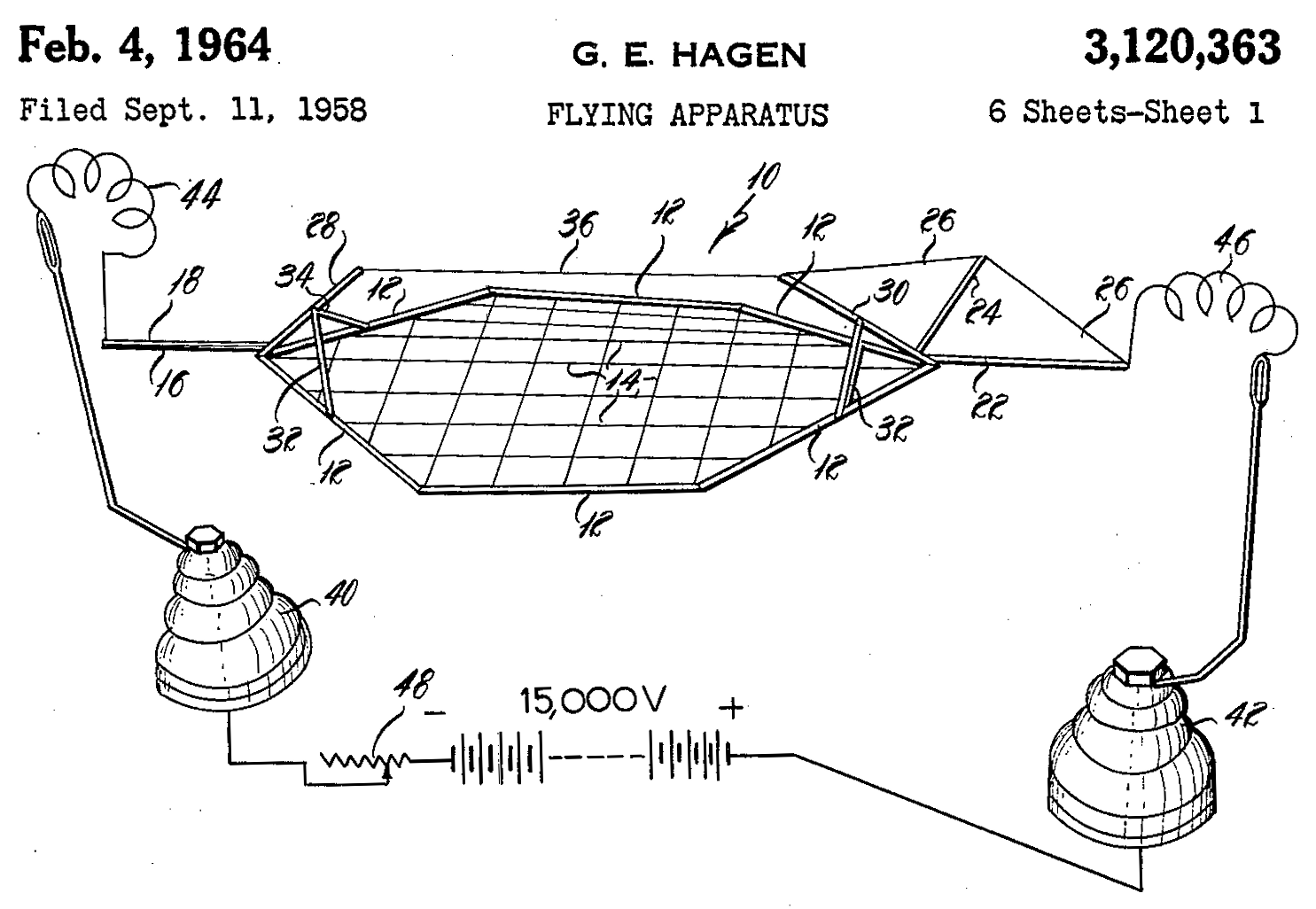
— Flying apparatus — G.E. Hagen

T. T. 브라운은 자신의 발견을 통해 수많은 특허를 받았다:
- GB300311 — A method of and an apparatus or machine for producing force or motion (accepted 1928-11-15)
- 미국 특허 1,974,483  — Electrostatic motor (1934-09-25)
- 미국 특허 2,949,550  — Electrokinetic apparatus (1960-08-16)
- 미국 특허 3,018,394  — Electrokinetic transducer (1962-01-23)
- 미국 특허 3,022,430  — Electrokinetic generator (1962-02-20)
- 미국 특허 3,187,206  — Electrokinetic apparatus (1965-06-01)
- 미국 특허 3,196,296  — Electric generator (1965-07-20)